# Lagerstroemia aruensis
Lagerstroemia aruensis är en fackelblomsväxtart som beskrevs av Caetano Xavier Furtado och Montien. Lagerstroemia aruensis ingår i släktet Lagerstroemia och familjen fackelblomsväxter. Inga underarter finns listade i Catalogue of Life.